# Bloodwynd
Bloodwynd (in italiano anche Ventosangue) è un personaggio dei fumetti, con capacità di negromante, pubblicato dalla DC Comics. Comparve per la prima volta in Justice League of America n. 61 (aprile 1992), e fu creato da Dan Jurgens.

## Biografia del personaggio
Bloodwynd è il discendente di un gruppo di schiavi afro-americani di proprietà di un sadico e brutale possessore di piantagioni di nome Jacob Whitney. Questi schiavi eseguirono un rituale mistico per creare una Gemma di Sangue, con cui uccisero il brutale padrone. Tale gemma fu poi passata di generazione in generazione ai discendenti degli schiavi. La gemma donava grandi poteri fisici al suo portatore; senza che lo sapessero, conteneva anche un mondo microscopico, dove lo spirito di Jacob Whitney si reincarnò nel demone Rott. Nel corso degli anni, Rott divenne sempre più forte, dato che la Gemma assorbiva la parte malvagia dell'anima di ogni portatore.
In tempi recenti, Rott risucchiò Bloodwynd nella Gemma e lo tenne prigioniero, mentre controllava Martian Manhunter, convincendolo a indossare la Gemma e ad impersonare l'eroe. Sotto l'identità di Bloodwynd, J'onn si riunì alla Justice League, cercando una fonte di potere che potesse permettere a Rott di fuggire dal suo micro mondo. Mentre la JLA combatteva Doomsday insieme a Superman, Blue Beetle capì l'identità di Bloodwynd dal fatto che quando si trovava nei pressi del fuoco, anche in minima quantità, era incapacitato dall'agire (che tutti sapevano essere la vulnerabilità di J'onn J'onnz). Una volta che la verità saltò fuori, la Justice League sconfisse Rott e liberò il vero Bloodwynd.
Bloodwynd rimase nella Justice League dopo essere stato salvato dalla sua prigionia nella Gemma. Successivamente, ottenne informazioni dalla League a proposito di un'offerta di alleanza dal criminale mistico di nome Dreamslayer. Bloodwynd non accettò l'offerta, però, avvertendo una specie di connessione con lui, ma neanche gli oppose resistenza.
Durante la storia Overmaster, fu stranamente inattivo, rifiutando di entrare in azione contro quella che percepiva come il corso naturale degli eventi. Questi due incidenti fecero sì che Bloodwynd si domandasse se continuare a far parte della League. Si mise volontariamente, quindi, in una posizione di riserva della squadra.
Successivamente comparve in Showcase '94 n. 5 (maggio 1994), scritto da Ruben Diaz ed illustrato da Max Douglas. In questa storia, Bloodwynd rivelò molto di più riguardo alla natura della sua moralità e del suo potere, e punì uno spacciatore di droga costringendolo a patire ciò che provavano le sue vittime.
In JLA n. 27 (marzo 1999), Bloodwynd si unì volontariamente ad un'espansione d'emergenza della Justice League al fine di sconfiggere l'imminente minaccia di Amazo. La battaglia, che ebbe luogo in Florida Everglades, finì nel peggiore dei modi, dato che la maggior parte dei Leaguers fu sconfitta e i loro poteri furono copiati. Amazo perse i suoi poteri quando Superman sciolse ufficialmente la League.

### Giorno del Giudizio
Bloodwynd fu visto l'ultima volta durante la storia Day of Judgement e in JLA Black Baptism in cui faceva parte delle Sentinelle della Magia. Nell'ultima storia, fu gravemente ferito dai Diablos, un gruppo di demoni in stile mafia, che desideravano vendetta per i demoni uccisi durante il Giorno del Giudizio.
Lo si vide in un cameo in una rissa nell'Oblivion Bar in Superman/Batman.

## Poteri e abilità
- Bloodwynd è un negromante completo. Può invocare gli spiriti dei morti, che gli donano energia vitale e incrementano i suoi poteri. Può avvertire dove la morte sta avvenendo, e può anche costringere gli assassini a provare il dolore, similmente al potere di Ghost Rider, noto come "Lo Sguardo della Penitenza".
- La Gemma di Sangue sul suo petto gli garantisce anche poteri mistici non specificati, e non è chiaro se le altre gemme sul suo costume gli conferiscano altri poteri. Non è chiaro anche se queste gemme magiche abbiano alcuna connessione con Dottor Mist, le cui origini affermano che creò molte gemme mistiche.